# Monorriel de Las Vegas
El Robert N. Broadbent Las Vegas Monorail (anteriormente conocido en inglés como MGM Grand-Bally's Monorail) es un sistema de monorriel de 6,3 km localizado en el Strip de Las Vegas, en los Estados Unidos. Es propiedad y operado por Las Vegas Monorail Company. Para propósitos de impuestos, el monorriel está registrado en "caridad", en la cual es permitido bajo las leyes estatales de Nevada ya que el monorriel provee servicio público. El estado de Nevada ayudó en la financiación para el planeamiento, sin embargo no se utilizó dinero público para su construcción, por la cual nadie debió pagar impuestos.

## Historia
El proyecto del monorriel de Las Vegas fue construido por Bombardier Transportation junto con un monorriel gratuito que existía entre el MGM Grand y Bally's Las Vegas, cerrando la gran brecha que existía en el strip por los turistas que tenían que viajar a pie.
Después de muchos retrasos, el nuevo monorriel de Las Vegas abrió al público el 15 de julio de 2004 con la culminación y pruebas de la primera fase.
Durante las pruebas, el monorriel sufrió muchas irregularidades que retrasaron el inicio del servicio de pasajeros hasta casi un año. Muchos de estos problemas fueron algunas partes que caían de las vías.

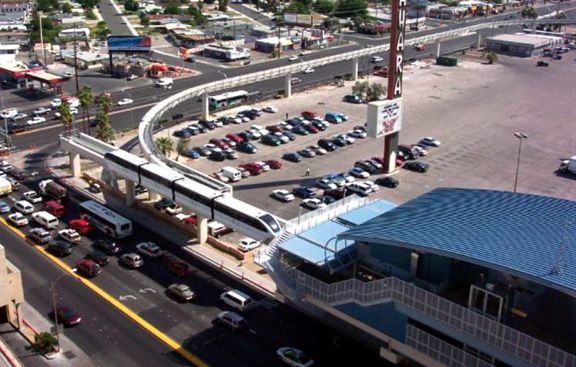
Estación Sahara.

El primer tramo del monorriel fue inaugurado en junio de 1995 con una modesta extensión de 1,1 km desde MGM Grand hasta Bally's & París. Más tarde se extendió otros 5,1 km, uniendo el Flamingo/Caesar's Palace con Sahara.
El 8 de septiembre de 2004, debido a más problemas con objetos que caían del monorriel obligaron a cerrarlo durante 4 meses. Volvió a reabrir el 24 de diciembre de 2004. Un sinnúmero de vagones del monorriel fueron reparados durante esta clausura. Cada vez que el sistema del monorriel requería de cambios importantes de ingeniería, tenía que pasar por un largo proceso de "inspección" para confirmar la efectividad y seguridad de estas reparaciones. La prensa local reportó que cada día que el monorriel estaba fuera de servicio le costaba a la compañía alrededor de 85.000 dólares, y un total de 8,3 millones fue la pérdida debido al cierre de este servicio. 
El 6 de junio de 2006, se anunció por Las Vegas Monorail Corporation que las ganancias de Las Vegas Monorail rozaron el 16 por ciento del año anterior, con $3.250.565 en abril de 2006. Además, se vio un incremento de pasajeros, de 563.823 de pasajeros en enero de 2006 a 704.527 en abril de 2006. La distribución de nuevos boletos y esfuerzos publicitarios ayudaron a seguir con este ritmo.

## La línea
Esta línea va desde Sahara hasta MGM Grand y cuenta con siete estaciones, las cuales son:
- Estación Sahara
- Estación Las Vegas Hilton
- Estación Las Vegas Convention Center
- Estación Harrah's / Imperial Palace
- Estación Flamingo / Caesars Palace
- Estación Bally's / Paris Las Vegas
- Estación MGM Grand